# Isole di Tokyo
Le isole di Tokyo (東京諸島?, Tokyo-shotō), note anche come Metropoli insulare di Tokyo (東京都島嶼部?, Tōkyō-to-tōshobu) o isole Izu-Ogasawara (伊豆・小笠原諸島?, Izu-Ogasawara-shotō), consistono della parte della prefettura di Tokyo a sud dei 23 quartieri speciali.

## Panoramica

### Lista delle cittadine e di un villaggio
| N. | Bandiera | Name       | Giapponese |
| -- | -------- | ---------- | ---------- |
| 01 |          | Ōshima     | 大島町     |
| 02 |          | To-shima   | 利島村     |
| 03 |          | Niijima    | 新島村     |
| 04 |          | Kōzushima  | 神津島村   |
| 05 |          | Miyake     | 三宅村     |
| 06 |          | Mikurajima | 御蔵島村   |
| 07 |          | Hachijō    | 八丈町     |
| 08 |          | Aogashima  | 青ヶ島村   |
| 09 |          | Ogasawara  | 小笠原村   |